# Undercover Boss

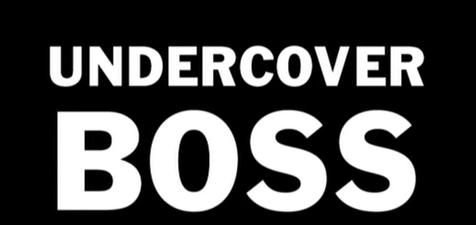
Logo en su versión en inglés de El jefe infiltrado ('Undercover Boss')

El jefe infiltrado (en España), Jefe Encubierto (en Latinoamérica) y Undercover Boss (en Inglés), es un programa de telerrealidad de la franquicia de televisión galardonada con varios Emmy creado por Stephen Lambert y producido en muchos países. Se originó en 2009 en Channel 4. El formato del programa cuenta con la experiencia de los altos ejecutivos que trabajan encubiertos en sus propias empresas para investigar cómo las empresas funcionan realmente y para identificar cómo se pueden mejorar, así como para recompensar a los empleados que trabajan duro.

## Desarrollo
Cada episodio cuenta con un ejecutivo de alto rango o el dueño de una empresa que va encubierto como un empleado de nivel de entrada en su propia empresa. Los ejecutivos de alterar su apariencia y asumen un alias y ficción copia de la historia. La explicación ficticia dada por el equipo de cámara lo acompaña es que los ejecutivos están siendo filmados como parte de un documental sobre los trabajadores de nivel de entrada en una industria en particular, o una competencia con otro individuo con el ganador consiguiendo un trabajo con la empresa. Pasan aproximadamente una a dos semanas encubierto (una semana que es la norma en algunas ediciones, como la versión de EE. UU., y dos semanas en algunas otras versiones, como la edición australiana), que trabajan en diferentes áreas de las operaciones de su empresa, en diferentes puestos de trabajo y en la mayoría de los casos, un lugar diferente cada día. Están expuestos a una serie de situaciones difíciles con resultados divertidos, e invariablemente pasan tiempo conociendo a las personas que trabajan en la empresa, conocer sus retos profesionales y personales.
Al final de su tiempo encubierto, los ejecutivos vuelven a su verdadera identidad y solicitar a los empleados que trabajaban de forma individual a la sede corporativa. Los jefes revelan su identidad y recompensan a los empleados que trabajan duro mediante la promoción, o las recompensas financieras, mientras que otros empleados se les da formación.

## Emisiones internacionales
La versión americana ha sido difundido en diversas redes internacionales:
| Country       | Network             |
| ------------- | ------------------- |
| Australia     | Network Ten         |
| Austria       | ORF eins            |
| Brasil        | GNT y Fox Life      |
| Canadá        | CTV & W Network     |
| Finlandia     | MTV3                |
| Francia       | M6                  |
| Alemania      | RTL                 |
| Colombia      | FOX Life            |
| India         | BBC Entertainment   |
| Indonesia     | B-Channel B-Channel |
| Italia        | Rai 2               |
| Japón         | WOWOW               |
| Argentina     | FOX Life            |
| México        | FOX Life            |
| Países Bajos  | RTL 4               |
| Nueva Zelanda | TV One              |
| Noruega       | TV Norge            |
| Panamá        | FOX Life            |
| Filipinas     | Solar News Channel  |
| Polonia       | BBC                 |
| Portugal      | Sic Radical         |
| Singapur      | Channel 5           |
| Eslovenia     | Kanal A             |
| Corea del Sur | MBC                 |
| España        | Xplora              |
| Suecia        | SVT                 |
| Tailandia     | TrueVisions         |
| Reino Unido   | Channel 4           |
| Israel        | Channel 2           |